# 카를라 소펜
카를라 소펜 박사는 마블 코믹스의 가공인물로 원래 악당이었다가 반영웅이 된 여성이다.

## 출판 역사
문스톤은 어벤저스에서 악당들의 팀인 마스터즈 오브 이블의 일원으로 등장한다. 어벤저스와 판타스틱 포가 사라질 무렵, 메테오라이트로 등장한 문스톤이 포함된 마스터즈 오브 이블은 선더볼츠라는 팀의 일원으로 등장한다. 12개의 호가 지난 후 이들의 실제 정체가 드러난다. 문스톤은 2007년 선더볼츠 110호에서 등장하며 새로운 야전사령관으로 등장한다.
문스톤은 브라이언 마이클 벤디스가 다크 어벤저스로 넘어갔을 때 선더볼츠의 일원이었고 다크 어벤저스에서 미즈 마블의 이름을 채택한다. 이후 그녀는 미즈 마블 시리즈에서 주인공이 된다. 그녀는 다크 어벤저스 1호에서 16호까지 주요 주인공으로 등장한다.
문스톤은 어두운 시기 이후 144호에서 선더볼츠로 돌아온다. 그녀는 저거너트, 고스트, 크로스본스, 맨싱과 함께 루크 케이지가 이끄는 정부 프로그램에 참여한다. 그녀는 175호에서 시작되는 다크 어벤저스에서 팀에 남아 활동한다.